# Memor
Memor foi um oficial mouro e então usurpador romano contra o imperador Galiano (r. 253–268).

## Vida
Era de origem moura. Serviu como oficial militar na África proconsular responsável pelo suprimento egípcio de cereais para Roma. Se rebelou em 262, junto de Lúcio Mússio Emiliano, e foi executado pelas tropas de Aurélio Teódoto antes de proclamar-se imperador. Possivelmente era aliado de Emiliano.